# Арселе

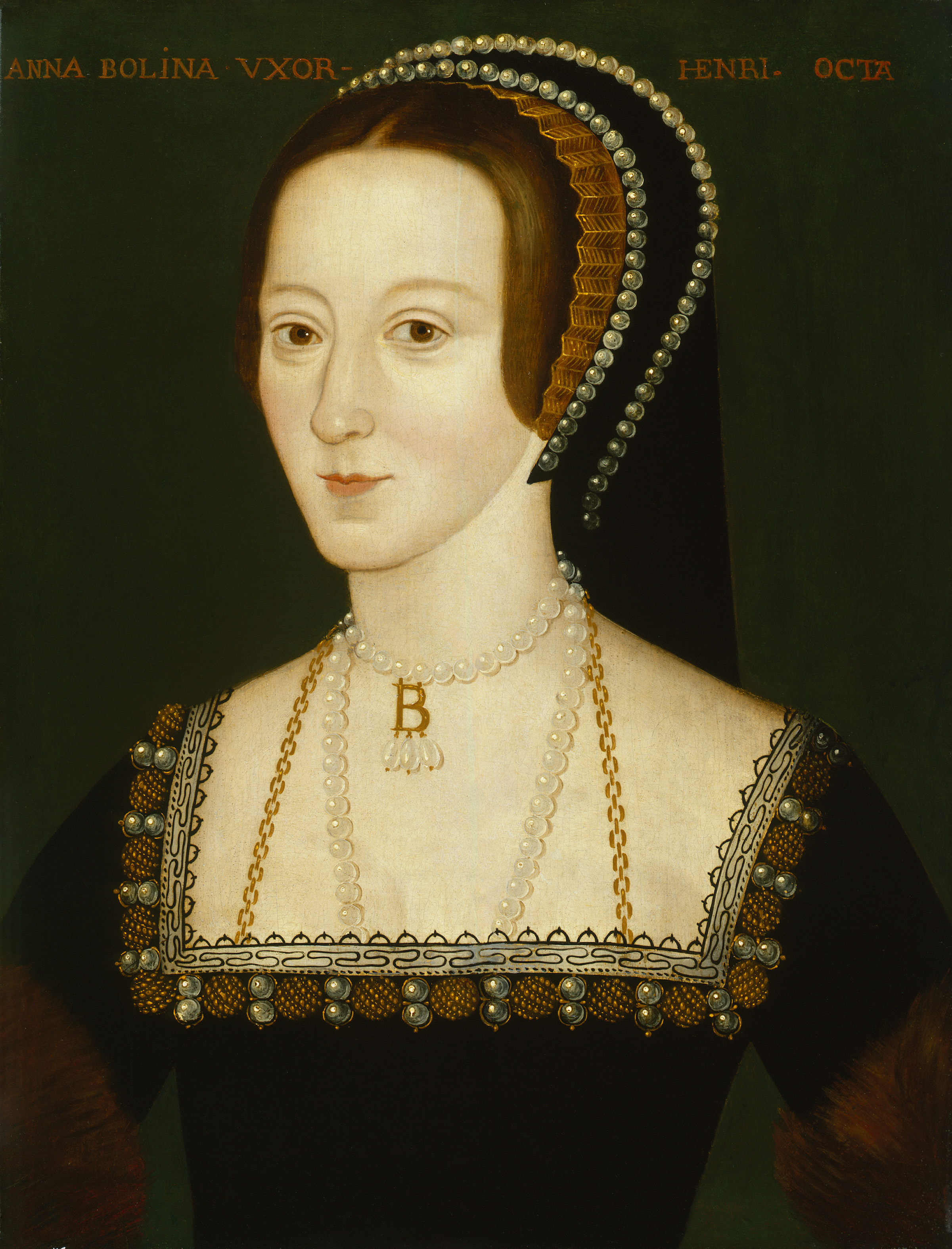
Королева Анна Болейн в головном уборе «арселе»

Арселе́ (фр. arcelet) — женский головной убор 1510—1600 гг. Представлял собой металлический ювелирной работы каркас в форме сердца (или в форме подковы), надеваемый на плотный чепец. В Англии арселе получил название французский капюшон (англ. french hood).

## Головной убор знаменитых королев
Арселе́ — самый популярный головной убор XVI века. Разные модификации арселе носили Мария Стюарт и Екатерина Медичи, жёны Генриха VIII и его дочь Елизавета I, Марина Мнишек и Маргарита Французская Валуа.
Арселе появился во Франции, как эволюционная форма головного убора XV века — тамплета. Впервые его можно увидеть на портретах 1510-х годов.
Основу головного убора составлял плотный чепец: он открывал лоб и волосы, расчёсанные на прямой пробор. Далее следовал металлический каркас, надеваемый на этот чепец, а дополнял сооружение кусок чёрной ткани (как правило, бархата), который крепился к каркасу и свободно ниспадал на плечи и спину. К концу XVI века арселе лишился своей «фаты» в связи с появлением больших плоёных воротников. Эта эволюционная форма арселе называлась аттифэ.
В Англии мода на арселе берёт своё начало в середине 1520-х годов, когда Анна Болейн продемонстрировала этот изящный убор при дворе Генриха VIII. В то время в Англии был свой «национальный» головной убор — громоздкий гейбл (тюдоровский чепец), и ношение арселе стало признаком следования иностранной моде. В Англии головной убор так и называли — «французский чепец» — френч худ (именно под таким названием он вошёл в историю костюма).
Со временем арселе распространился по всей Европе, практически вытеснив подобные гейблу национальные немецкие, польские, итальянские головные уборы. Со временем форма арселе изменялась — то он был подковообразный, то в форме сердечка, то приобретал форму, близкую к прямоугольнику. Каркас арселе, обтянутый тканью, сначала скромно украшался жемчугом, но со временем стала декорироваться вся его поверхность.
Арселе по своей форме напоминает некоторые варианты русского кокошника. Создатели костюмных фильмов, и особенно экранизированных сказок, часто используют именно арселе в качестве головного убора царевен и других сказочных красавиц.